# 苏曼特兰
苏曼特兰（法語：Soumaintrain，法語發音：[sumɛ̃tʁɛ̃]）是法国勃艮第-弗朗什-孔泰大区约讷省的一个市镇，属于阿瓦隆区。

## 地理
苏曼特兰（48°0'56"N, 3°49'59"E）面积10.61 平方千米，位于法国勃艮第-弗朗什-孔泰大區约讷省，该省份为法国中北部内陆省份，西接卢瓦雷省，西北接塞纳-马恩省，南至涅夫勒省，东临科多尔省，东北与奥布省接壤。
与苏曼特兰接壤的市镇（或旧市镇、城区）包括：库尔托尔、莱克鲁特、拉西讷、伯尼翁、比托、热尔米尼、讷维索图尔。

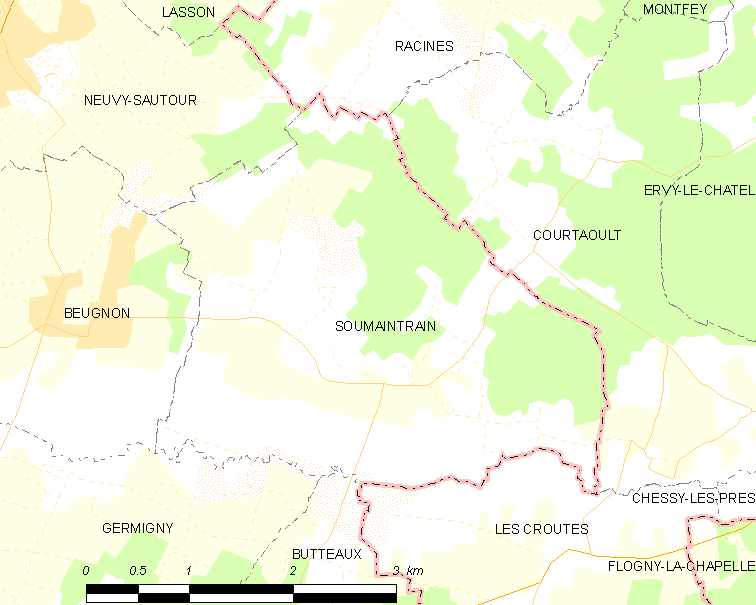
苏曼特兰的OSM定位图

苏曼特兰的时区为UTC+01:00、UTC+02:00（夏令时）。

## 行政
苏曼特兰的邮政编码为89570，INSEE市镇编码为89402。

## 政治
苏曼特兰所属的省级选区为圣弗洛朗坦县。

## 人口

1962-2008年间苏曼特兰人口变化图示

苏曼特兰于2022年1月1日时的人口数量为212人。